# Claudia Weber
Pour les articles homonymes, voir Weber.
Claudia Weber, née le 6 novembre 1967 à Frechen, est une judokate allemande.

## Palmarès international en judo
| Championnats du monde             | Championnats du monde | Championnats du monde |
| Année                             | Médaille              | Catégorie             |
| --------------------------------- | --------------------- | --------------------- |
| 1991                              | bronze                | ouverte               |
| Championnats d'Europe             |                       |                       |
| Année                             | Médaille              | Catégorie             |
| 1991                              | argent                | +72 kg                |
| 1992                              | argent                | +72 kg                |
| Championnats d'Europe par équipes |                       |                       |
| Année                             | Médaille              | Catégorie             |
| 1987                              | bronze                | Par équipes           |
| 1993                              | bronze                | Par équipes           |